# Hyksos

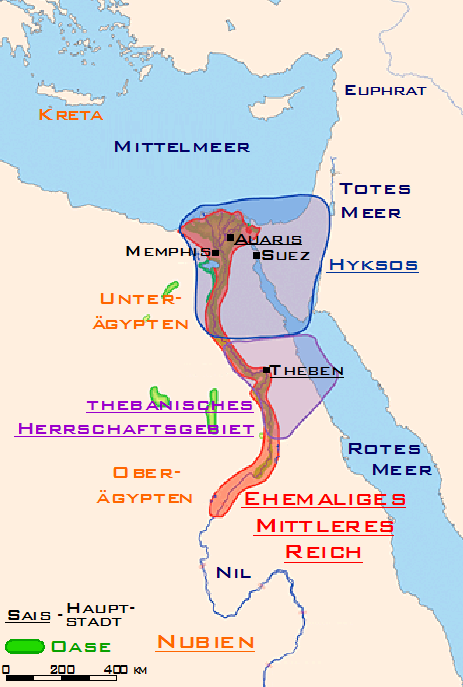
Ägypten in der Zweiten Zwischenzeit

Die Hyksos oder Hykussos (Mittelägyptisch Heka-chaset, Heqa-chaset, Heka-chasut, Heqa-chasut, übersetzt „Herrscher der Fremdländer“) waren eine Gruppe ausländischer Könige, die Ägypten für etwa 108 Jahre während der Zweiten Zwischenzeit regierten. Sie reichte von der 13. bis zum Ende der 17. Dynastie. Die angegebenen Zeiten schwanken etwas, aber im Allgemeinen gehen die Ägyptologen von ca. 1648–1550 v. Chr. aus. Dem ägyptischen Geschichtsschreiber Manetho zufolge bildeten die Könige die 15. und 16. Dynastie. Ursprünglich bezeichneten die Ägypter mit dem Begriff Hyksos ausländische Herrscher oder Nomadenchefs aus Südwestasien, später wurde daraus ein offizieller Königstitel.
Der jüdisch-hellenistische Historiker Flavius Josephus beschrieb die Hyksos, indem er Manetho zitiert, als rücksichtslose Eindringlinge, die die ägyptischen Städte niederbrannten und die Tempel zerstörten, auch sollen sie die einheimische Bevölkerung unterdrückt und versklavt haben. Josephus’ Darstellung, die 1600 Jahre nach der Machtübernahme der Hyksos-Herrschaft in Ägypten entstand, ist umstritten und hat lange Zeit für Unklarheit über ihre Herkunft und Entwicklung gesorgt. Archäologische Untersuchungen der letzten Jahrzehnte in Tell el-Dab’a, der Hyksos-Hauptstadt Auaris, und im Wadi Tumilat haben zu einem wesentlich besseren Verständnis der Hyksos-Kultur beigetragen.

## Etymologie

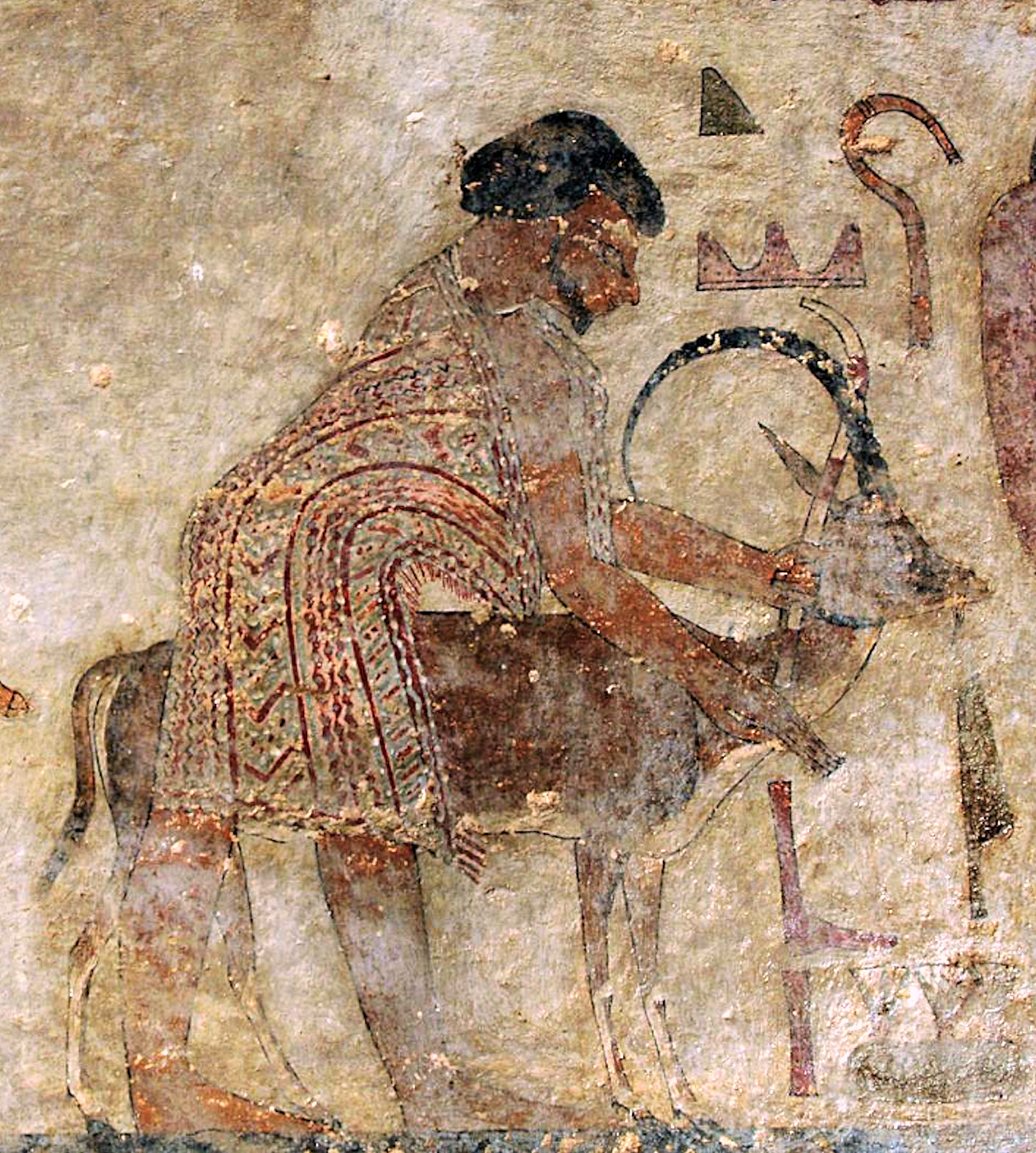
Frühe Hyksos-Darstellung aus der 12. Dynastie im Grab des Chnumhotep II. in Beni Hassan

Flavius Josephus wird in den Schriften von Eusebius überliefert. Die heute allgemein verwendete übliche Bezeichnung der eingewanderten Fremdherrscher lautet „Hyksos“. Diese Überlieferung entstand jedoch aus einer Fehllesung. In „Contra Apionem“ wird von Josephus die Namensschreibung erklärt:

„82 Ihr ganzes Volk wurde Hykussos genannt, das heißt Hirten-Könige. Hyk nämlich bedeutet in der Priestersprache ‚König‘, usos ‚Hirte‘ und ‚Hirten‘ in der Volkssprache, und wenn man es zusammensetzt, wird daraus Hykussos.“

Der Begriff „Hirten-Könige“ ist in der altägyptischen Sprache unbekannt. Die griechische Bezeichnung „Hykussos/Hyksos“ leitet sich von der altägyptischen Betitelung „Herrscher der Fremdländer“ ab. Den Bezug zu „Hirten-Könige“ stellte Josephus her, um eine Völkerverwandtschaft zwischen den Israeliten und den „Hykussos/Hyksos“ herzustellen.
Im Altägyptischen sind die Bezeichnungen für Herrschaft, altägyptisch: heqa (ḥq3) und Magie, altägyptisch: heka (ḥk3) sehr ähnlich. Faktisch ist die Verbindung von Herrschaft und Magie im alten Ägypten gut dokumentiert und auch aus den oben erwähnten Alternativschreibweisen für Heka-chaset (Heqa-chaset, Heka-chasut, Heqa-chasut) ersichtlich.

## Archäologie
Die Hyksos sind in Fundstätten der syrisch-palästinischen Mittleren Bronzezeit-Kultur (MB IIa) nachweisbar. In Ägypten beschränken sich die Funde auf Gebiete entlang des pelusischen Nilarmes im östlichen Nildelta, das Einflussgebiet der Hyksos reichte aber auch bis Neferusi und Hermopolis in Mittelägypten.
Die mit Abstand bedeutendste Fundstätte ist Tell el-Dab’a (Auaris), hier befand sich die Residenz der 15. Dynastie mit eigenen Palästen und Tempeln, ausgedehnten Grabanlagen und einer Vielzahl an Wohngebäuden. Die Stadt wird seit 1966 vom Österreichischen Archäologischen Institut und dem archäologischen Institut der Universität Wien unter der Leitung von Manfred Bietak erforscht.
Weitere wichtige Fundstätten finden sich in Tell el-Maschuta, in Tell el-Yahudiya, das eine wichtige strategische Funktion besaß, in Tell el-Sahaba am östlichen Ausgang des Wadi Tumilat sowie in Tell Farasha, Inshas, Bubastis und Ghita.
An Fundmaterial treten vor allem Töpferwaren, Bronzen und Steingeräte auf, wobei die Keramik die wichtigste Quelle zur Rekonstruktion der materiellen Kultur darstellt. Tierknochen, menschliche Knochen und botanische Reste geben hingegen Auskunft über die Umwelt und Lebensumstände der Bevölkerung.
In den übrigen Teilen Ägyptens außerhalb des Ostdeltas treten keine Funde auf, was allerdings kein Machtvakuum bedeuten muss, da diese Gebiete auch über Garnisonen oder indirekt über das Vasallensystem beherrscht worden sein können.

## Herkunft und Machtergreifung

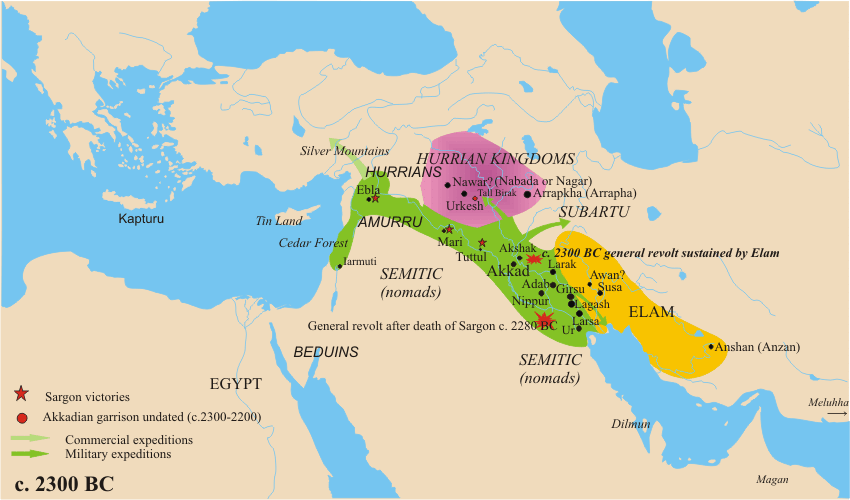
Hurritisches Königreich um 2300 v. Chr. (violett)

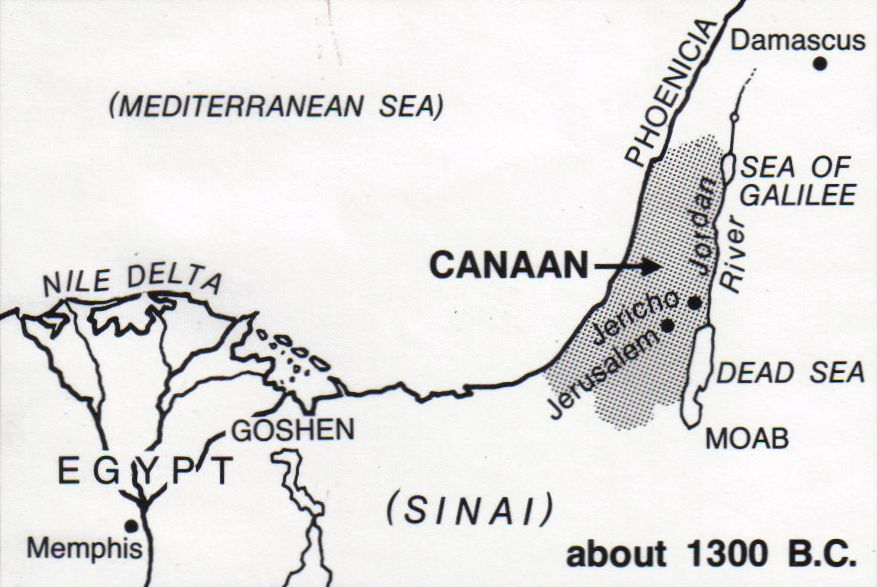
Siedlungsgebiet der Kanaanäer und ungefähre Ausdehnung des als Kanaan/Kinaḫḫu bezeichneten Landes um 1300 v. Chr.

Eine Untersuchung der Eigennamen der Hyksos-Könige aus der 15. Dynastie ergab, dass diese überwiegend aus dem westsemitischen Sprachraum stammen, vereinzelt auch hurritischen Ursprungs sind. Demnach handelt es sich bei den Hyksos um Amoriter oder Kanaanäer, vielleicht auch Angehörige aus dem Volk der Hurriter. Grabbeigaben wie Dolche oder Streitäxte aus der Spätphase lassen auf ein kriegerisches Volk schließen.
Nach einer langanhaltenden Blütezeit während des Mittleren Reiches war der ägyptische Staat gegen Ende dieser Periode deutlich geschwächt. Es kam zu instabilen, ständig wechselnden Regierungen, einer wachsenden Unabhängigkeit der Gaufürsten und zur Entstehung kleiner schwacher Stadtkönigtümer im Delta. Zeitgleich setzten zwei große syrisch-palästinische Migrationsphasen im nordöstlichen Nildelta ein. Die erste Einwanderungswelle fand noch vor Ende der 13. Dynastie statt. Brandschichten in mehreren Fundstätten im Ostdelta deuten darauf hin, dass es zu einer gewaltsamen, militärischen Landnahme gekommen sein muss.
In Tell el-Dab’a lässt sich während der 13. Dynastie eine zunehmende Besiedlung durch Amoriter und Kanaanäer beobachten, die auf eine zweite Zuwanderungswelle hindeutet. Die Errichtung der Hyksos-Herrschaft ging von Auaris aus und vollzog sich erst gegen Ende dieser zweiten Phase, wahrscheinlich unterstützt von der lokal ansässigen asiatischen Bevölkerung. Auaris wurde bereits im Mittleren Reich als neuer Handels- und Militärstützpunkt im Nordostdelta aufgebaut. Dazu ließ das ägyptische Königshaus Soldaten, Seemänner, Schiffsbauer und Arbeiter aus der Levante ansiedeln. Papyri aus Lahun und archäologische Spuren nahe Lischt belegen, dass eine vergleichbare Siedlung nahe Itj-taui, der ägyptischen Hauptstadt der 12. Dynastie, existierte. Einer Theorie von Manfred Bietak zufolge sollen die Hyksos bei der Machtübernahme durch Blutsverwandte in der königlichen Residenz unterstützt worden sein.

## Die Hyksos-Könige

### Überlieferung

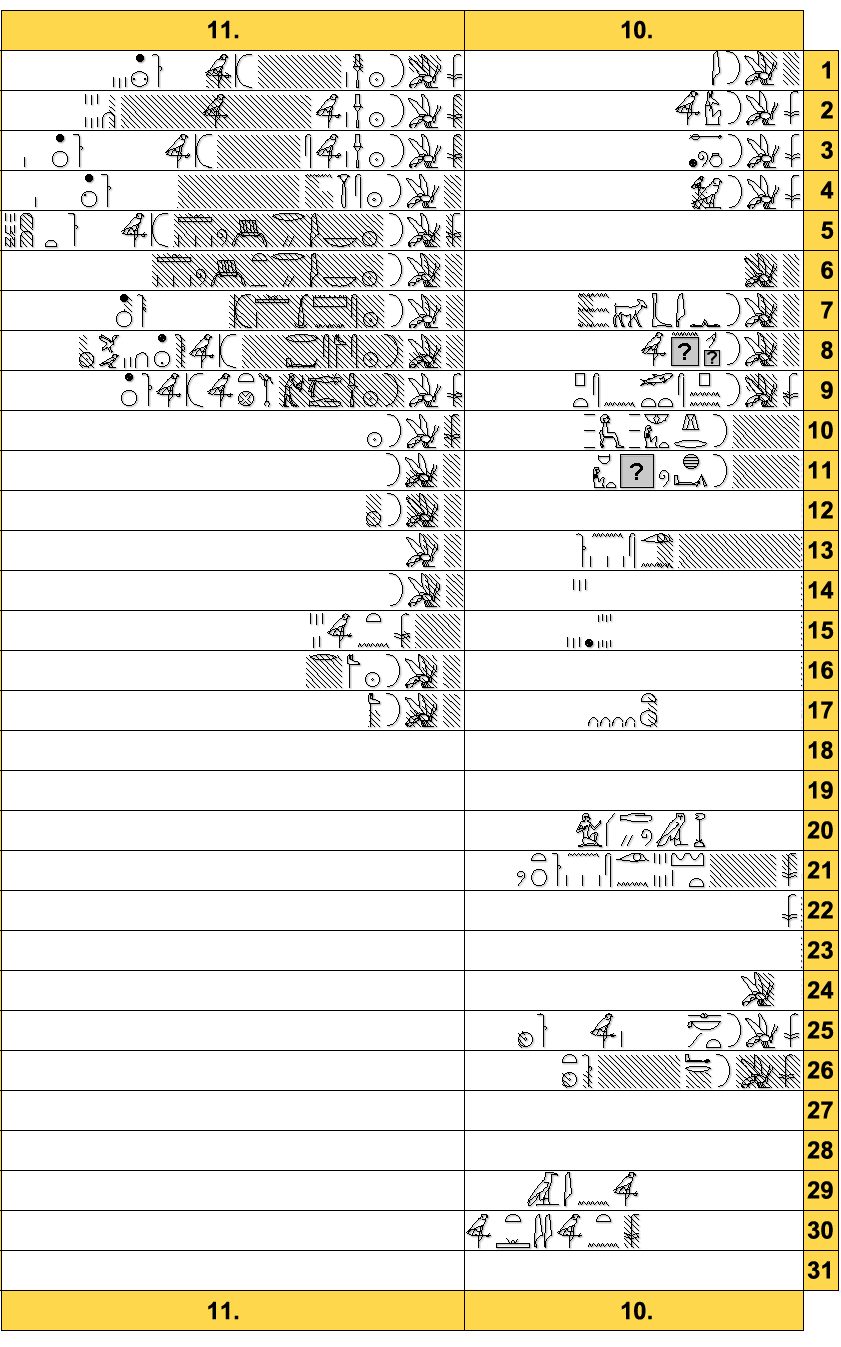
Die Hyksos werden in der Turiner Königsliste in Spalte 10, Zeile 15 bis 21 genannt

Die Reihenfolge und Namenszuweisungen der Hyksos-Könige sind nicht vollkommen gesichert. Manetho nennt die sechs Könige Salitis, Bêôn, Apachnas, Iannas, Apôphis und Assis und weist ihnen eine vergleichsweise lange Regierungszeit von insgesamt 259 Jahren und 10 Monaten zu. Zahlreiche Namen von Hyksos-Königen sind auf Skarabäen und Siegeln überliefert. Es erweist sich in der Forschung jedoch als schwierig, diese mit den von Manetho abgewandelten Königsnamen in Beziehung zu setzen.
Eine wichtige Königsliste stellt der in der 19. Dynastie verfasste Turiner Königspapyrus dar, auf dem ebenfalls sechs Herrscher angegeben werden, jedoch mit einer Gesamtregierungslänge von 108 Jahren. Die Könige der 15. Dynastie tragen auf der gesamten Liste als einzige Herrscher nicht den Titel König von Ober- und Unterägypten, sondern werden als Herrscher von Fremdländern (heqa-chasut) aufgezählt. Aufgrund des fragmentarisch erhaltenen Zustandes ist nur der Name des letzten Herrschers Chalmudi überliefert.

### Chronologie
Der erste Hyksos-König Salitis ließ sich in Memphis krönen, nutzte Manetho zufolge jedoch Auaris als Machtbasis. Es gibt auch inschriftliche Belege für Hyksos-Festungen bei Neferusi in Mittelägypten und bei Gebelein südlich von Luxor. Aus ägyptischen Texten, insbesondere zwei Stelen von König Kamose und der Carnarvon-Tafel, und dazu späteren Quellen wie dem Papyrus Sallier I. geht hervor, dass zeitgleich zur 15. Dynastie noch weitere Dynastien neben den Hyksos existierten und als deren Vasallen dienten. Zu den zeitgenössischen Dynastien zählen die 17. Dynastie in Theben und lokale Clanoberhäupter in Mittelägypten. Die Könige von Manethos 16. Dynastie, ebenfalls Hyksos, residierten in Scharuhen und kontrollierten ein kleines Königreich in Südpalästina. Die 16. Dynastie kann eventuell sogar als Unterdynastie der 15. betrachtet werden. Andere kleine lokale Hyksos-Dynastien konnten in Küstenfestungen und in Nordpalästina ausgemacht werden, beispielsweise beim Fundort Tel Kabri. Das übrige Palästina war politisch unabhängig. Die enormen Befestigungsanlagen in größeren palästinensischen Städten während der Spätphase dieses Zeitabschnitts deuten auf eventuelle Spannungen mit den Hyksos hin.
Es wurden zahlreiche Skarabäen mit dem Vornamen Maa-ib-Re gefunden und weitere mit dem Namen Scheschi wahrscheinlich handelt es sich hierbei um ein und denselben König. Die weite Verbreitung dieser Skarabäen, von Kerma in Obernubien bis zur Südküste in der Levante, deutet auf einen wichtigen Hyksos-Herrscher hin. Es ist jedoch kein größeres Denkmal dieses Königs vorhanden.
Vor wenigen Jahren wurde der Name eines bedeutenden Herrschers auf einem Kalkstein-Türsturz aus der Hyksos-Festung in Tell el-Dab'a entdeckt. Die Inschrift des Blockes trägt den offiziellen Titel eines Hyksos-Königs und den westsemitischen Namen Seker Her oder Sikru Haddu – ein theophorer Name, der in Verbindung mit dem syrischen Sturmgott Haddu steht.
Der Häufigkeit der Inschriften des Hyksos-Königs Chajan nach zu urteilen muss dieser von besonderer Bedeutung gewesen sein. Der Deckel eines Salbgefäßes aus Alabaster mit Chajans Namen wurde im Palast von Knossos auf Kreta gefunden und ein Fragment eines weiteren mit seinem Namen beschrifteten Salbgefäßes in der hethitischen Hauptstadt Ḫattuša. Beide Fundstücke waren wahrscheinlich diplomatische Geschenke an die beiden im östlichen Mittelmeerraum wichtigsten Höfe zu dieser Zeit. Ungewiss hingegen ist die Herkunft eines mit dem Namen des Königs versehenen Basaltlöwen, der in Bagdad erworben wurde.
Chajan usurpierte, wie einige kurz herrschende Könige der 13. Dynastie, Königsstatuen des Mittleren Reiches. Viele Statuen wurden nach Auaris verschleppt, um dort Tempel und königliche Bauten auszustatten. In Tell el-Dab’a wurde eine Stele einer seiner Söhne entdeckt. Dieser lässt sich wahrscheinlich mit dem Hyksos-König Iannas identifizieren, der von Manethos Königsliste her bekannt ist.
Etwa vierzig Jahre lang bis zum Ende der Hyksos-Dynastie regierte gemäß dem Turiner Königspapyrus König Aa-user-Re Apophis I., von dem noch zwei weitere Vornamen erhalten sind. Während seiner Regierungszeit blühte die ägyptische Wissenschaft auf: in seinem 33. Regierungsjahr entstand mit dem Rhind-Papyrus eine wichtige mathematische Abhandlung.

## Bevölkerung
Obwohl mit „Hyksos“ im engeren Sinne nur die Herrscher der 15. Dynastie bezeichnet werden, wird der Begriff auch für Teile der asiatischstämmigen Bevölkerung verwendet, die in den von den Königen dieser Zeit kontrollierten Gebieten lebten, insbesondere in Auaris, wo ein großer Bevölkerungsteil vom späten Mittleren Reich bis zum Ende der 2. Zwischenzeit nichtägyptischen Ursprungs war. Untersuchungen haben ergeben, dass enge Parallelen zur eisenzeitlichen Bevölkerung von Kumidi in der Bekaa-Ebene existieren. Zudem konnte ein starker anthropologischer Unterschied zwischen Männern und Frauen festgestellt werden, was darauf hindeutet, dass der weibliche Bevölkerungsteil aus einer anderen Region entstammt, dies ist vor allem für Völker typisch, die sich zu einem großen Teil aus Soldaten und Seeleuten zusammensetzen.

## Wirtschaft und Handel
Die Hyksos unterhielten rege Handelsbeziehungen mit dem benachbarten Ausland. Wichtige Verbindungen existierten in die Levante, nach Südpalästina, Zypern und die Stadt Scharuhen, die als wichtiger Hyksos-Stützpunkt außerhalb Ägyptens galt. Die Hauptstadt Auaris fungierte dabei als bedeutender Handelsstützpunkt und Hafen am östlichen Mittelmeer. Dort tritt vor allem zyprische Keramik verstärkt auf, was auf enge Handelskontakte mit der Mittelmeerinsel hinweist, ebenso wurde in Zypern zu dieser Zeit Tell-el-Yahudiya-Ware aus ägyptischem Ton entdeckt. Die Übernahme zyprischer Töpfertechniken in Auaris lässt Manfred Bietak sogar vermuten, dass Einwohner aus Zypern ins Nildelta eingewandert sind. Das Auftauchen von sogenannter Late-Cypriot-Keramik deutet auf einen zunehmenden Handel mit Zypern zu später Hyksoszeit hin.
Auch zwischen dem Hyksos-Reich und den restlichen Gebieten Ägyptens bestand Handel. Aus Südpalästina importiertes Olivenöl und Wein wurde entlang des Nils in den Süden verschifft. Einen Teil ihrer Einnahmen bezogen die Hyksos aus den Tributen ihrer Vasallenstaaten, die dafür wirtschaftliche Vergünstigungen, etwa Weiderechte im Delta, erhielten.
Ein weiterer enger Handelspartner war das Königreich von Kusch. In Kerma und Gräbern der Kerma-Kultur in Unternubien wurde Tell-el-Yahudiya-Keramik gefunden, außerdem ägyptische bichrome Keramik und Hyksos-Siegel.
In späterer Hyksoszeit flaute der Handel mit Syrien ab, was wahrscheinlich auf den Niedergang der syrischen Stadtstaaten während dieser Phase zurückzuführen ist.

## Kultur
Die Kultur der Hyksos zeichnet sich durch bestimmte syrisch-palästinische Traditionen aus, die vor allem in der Anfangszeit beibehalten wurden. Charakteristisch sind beispielsweise eine eigene Sakralarchitektur, Eselsbestattungen oder die Anlage von Gräbern im Siedlungsbereich. Mit der Zeit setzte eine verstärkte Ägyptisierung ein, die während der Spätphase auch zur Aufgabe eigener asiatischer Sitten führte. Bei den Hyksos-Königen ist eine Übernahme vieler Praktiken ägyptischer Pharaonen erkennbar. Nicht nur die Usurpation von Königsstatuen oder die Verwendung von Skarabäen wurde imitiert, sondern auch die ägyptische Königstitulatur übernommen und ägyptische Götter wie Seth, Re und Sobek verehrt. Die Übernahme ägyptischer Kulturkomponenten war vermutlich notwendig, um sich als ägyptische Herrscher zu legitimieren.

### Religion
Zur Zeit des späten Mittleren Reiches wanderte die Verehrung der Gottheit Baal-Zaphon ins Delta ein. Mit dem ägyptischen Gott Seth gleichgesetzt entwickelte sie sich während der 15. Dynastie zur Hauptgottheit der Hyksos. Seth wurde noch bis in die Ramessidenzeit hinein mit asiatischen Attributen dargestellt. Dank der Vierhundertjahrstele kann der Kult des Seth von Auaris bis zurück in die 14. Dynastie datiert werden. Weiterhin verehrt wurden die asiatischen Götter Anat, Reschef und Hadad, die als theophore Personennamen überliefert sind. Neben Seth wurde auch der Glaube an andere ägyptische Götter wie Re oder Sobek aufrechterhalten, für den ein eigener Kult nachgewiesen werden konnte. Dass die alten ägyptischen Götter nicht verachtet wurden, drückt sich auch darin aus, dass die Könige die Titel Horus und Sohn des Re beibehielten.
Die Opfergaben für die Tempel bestanden vornehmlich aus verbrannten Knochen von Opferrindern und zerschlagener Kultkeramik. Als eigener typischer Brauch taucht die paarweise Opferung von Eseln vor dem Tempel auf. In Auaris importierte man den neuen Brauch, Opfermahlreste in riesige Gruben zu werfen, der ab der Mitte der 15. Dynastie in der nördlichen Levante auftritt. Vereinzelt wurden einige dieser Kulte nach der Hyksos-Zeit weitergeführt.

### Grabkult
Der Grabkult lässt sowohl asiatische als auch ägyptische Sitten erkennen. Nichtägyptisch sind Eselsbestattungen, die Anlage von Gräbern direkt im Siedlungsbereich und die Beisetzung von Dienerinnen. Eindeutig ägyptischer Tradition hingegen entspricht der Bau von Grabkapellen und die Hinzugabe von Grabbeigaben in Form von Trinkgefäßen, Essgeschirr, Schmuck, Kleidung, Waffen und Kosmetikartikel (Salbgefäße, Schminktöpfchen). Kinder wurden zum großen Teil in kanaitischen Amphoren bestattet. Als Grabformen treten zunächst (Stratum F) am häufigsten Kammergräber mit einfachem und doppeltem Ziegelgewölbe auf, die in Ägypten nur im östlichen Nildelta nachgewiesen sind.
In der Anlage und Form der Grabbauten ist eine eindeutige Entwicklung erkennbar. Während der 13. Dynastie (Stratum G) lagen die Gräber noch innerhalb der Wohnkomplexe. Typisch waren Eselsbestattungen sowie die Beigabe von bronzezeitlichen Keramiken und Waffen. Die Toten wurden in semi-kontrahierter Lage beigesetzt. Gefundene bronzene und silberne Gewandnadeln deuten darauf hin, dass die Toten wahrscheinlich in traditionelle asiatische Trachten eingehüllt wurden. Männer wurden meist mit Dolch und Streitaxt bestattet, was auf einen hohen Kriegeranteil in der Bevölkerung schließen lässt.
In Stratum F (späte 13. Dynastie) kam es zur Anlage von Familien- und Clanfriedhöfen außerhalb der Siedlung. Für eine kurze Zeit werden die Grabbesitzer mit 12- bis 16-jährigen Dienerinnen bestattet. Die Dienerinnenbestattungen haben Parallelen in der nubischen Kerma-Kultur und lassen sich bereits im 3. Jahrtausend in der mesopotamischen Diyala-Region nachweisen.
Echte ägyptische Begräbnisse treten nicht mehr auf, dafür ist eine Mischung ägyptischer und syrisch-palästinensischer Grabbeigaben zu beobachten. Zu den typischen Grabbeigaben zählen nun Kosmetikgefäße, Koheltöpfe sowie asiatische und ägyptische Keramik in gleich großen Anteilen.
Eselsbestattungen sind von der späten 12. Dynastie bis in die mittlere Hyksoszeit vertreten. Sie wurden vorzugsweise paarweise im Eingangsbereich vollzogen und deuten auf eine hohe Stellung des Grabinhabers hin. Welche Bedeutung und welchen Zweck die Esel für die Bevölkerung hatten, ist nicht eindeutig geklärt, eventuell dienten sie als Tragtiere bei Expeditionen. Die Tradition der Eselbestattungen tritt nur im Delta auf. Sie ist neben Tell el-Daba auch in Tell el-Maschuta und Inshas zu beobachten. Ihre Herkunft liegt in Mesopotamien, von wo sie über die Levante nach Ägypten gelangte. Außerhalb Ägyptens tritt sie außerdem in Tell el-Ajjul, Tell Harror, Jericho und Lachisch auf.
Zwischen 1680 und 1650 v. Chr. treten als nicht-ägyptischer Brauch Opfergruben mit Kultkeramik auf. In der 15. Dynastie werden die Gräber aufgrund eines hohen Bevölkerungswachstums und Platzmangels wieder in die Siedlung zurückverlegt und befinden sich nun meist unter dem Fußboden der Häuser. Die Gräber unter den Fußböden entstammen einer mesopotamischen Tradition, sind aber auch in Palästina zu beobachten. In der späten Hyksoszeit kam es zur Anlage von Schachtgräbern. Bereits beim Hausbau wurde eine einfache oder doppelte Gruft eingeplant, in der häufig 1 bis 3, vereinzelt auch 4 bis 5 Personen Platz fanden. Einige Familiengräber waren für bis zu 10 Personen vorgesehen. Die meisten Grabbeigaben waren zu dieser Zeit ägyptischen Ursprungs, vereinzelt tritt aber auch TY-Ware auf.

### Waffen

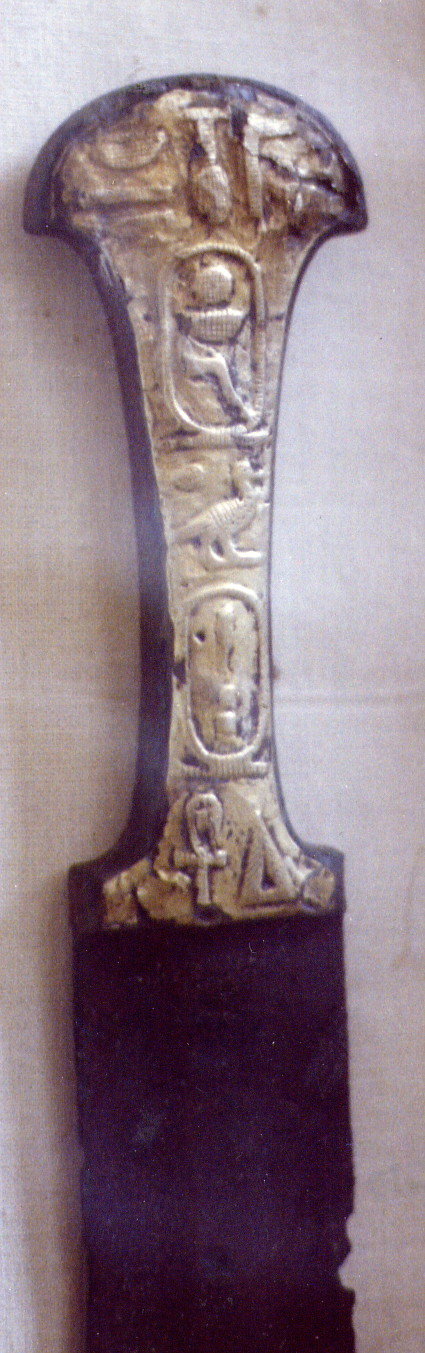
Dolch mit Namen des Königs Apophis
(Ägyptisches Museum Kairo)

Die Waffen der Hyksos sind vor allem in Form von Grabbeigaben erhalten geblieben. Zu den typischen Kriegsgeräten zählen Streitäxte, Wurfspeere, Tüllenlanzen und Dolche. Von asiatischen Beduinen getragene Entenschnabeläxte und Tüllenlanzen werden bereits im Grab des Chnumhotep II. in Beni Hassan abgebildet. In Stratum F konnte der früheste Fund eines Sichelschwertes in Ägypten gemacht werden, welches als Waffe bereits um 1800 v. Chr. in Fürstengräbern in Byblos auftritt.
In der 13. Dynastie nutzten die Hyksos bereits eine verbesserte Metalltechnologie, die durch importierte zweischalige Modeln aus Speckstein erreicht wurde. Zuvor wurden nur einschalige Model aus Kalkstein oder Keramik verwendet. Die neue Technologie wurde im Neuen Reich übernommen und führte zu einer fortgeschrittenen ägyptischen Metallbearbeitung.
Die den Hyksos zugeschriebene Einführung von Pferden und Streitwagen in Ägypten konnte durch Grabfunde bestätigt werden, so wurden etwa Pferdeskelette in Auaris entdeckt. Streitwagen und Pferde sind in der 17. Dynastie aber auch textlich bezeugt. Auf bildlichen Darstellungen auf Reliefs im Ahmose-Tempel von Abydos, die erst 1993 von Stephen Harvey entdeckt wurden, werden diese bereits von den Ahmosiden im Kampf gegen die Hyksos eingesetzt.

### Bildende Kunst
Es sind nur wenige Zeugnisse überliefert, die einen eigenen Kunststil der Hyksos vermuten lassen. Meist wurden königliche Statuen und Sphingen aus dem Mittleren Reich wiederbenutzt und neu beschriftet, wohingegen Spuren für die Herstellung eigener Skulpturen fehlen. Während der Spätphase war die Hyksoskunst von einem Ägyptisierungsprozess beeinflusst, der sich in der Übernahme vieler ägyptischer Stilelemente ausdrückte.
Ein beliebtes Motiv in der Steinplastik könnte eventuell der Löwe gewesen sein, so wurde in Auaris ein kleiner Kalksteinlöwe entdeckt und in Bagdad tauchte ein kleiner Granitlöwe auf, der unter Chajan aus einer Mähnensphinx aus dem Mittleren Reich umgearbeitet wurde. Löwe und Sphinx sind aber auch im Bereich der Kleinkunst der Hyksos-Periode anzutreffen, die sich vor allem auf die Skarabäenherstellung konzentrierte. Dabei beschränken sich die Funde nicht nur auf Ägypten, sondern sind auch in Syrien und Palästina zu beobachten.
Bei den Skarabäen zeigt sich eine Vermischung syrisch-palästinensischer und ägyptischer Motive, die aus dem Mittleren Reich übernommen wurden. Drei grundlegende Neuerungen sind bei den Skarabäen zu beobachten. Auffälligstes Merkmal sind einmal die „Hyksosseiten“: Skarabäen mit Königsnamen weisen eine Dreiteilung der Siegelflächen auf, die mittlere Spalte trägt meist eine Inschrift, wogegen die seitlichen Zwickel symbolhaft gestaltet sind. Eine weitere Besonderheit stellt die sogenannte amra-Gruppe dar, bei der die Hieroglyphen in Form von Arm, Wasserlinie und Mund in unterschiedlicher Abfolge auftreten, deren genaue Bedeutung jedoch noch unklar ist. In der Spätphase treten figürliche Darstellungen hinzu, häufige Motive sind nun falkenköpfige Menschen, Uräusschlangen, Krokodile, Skarabäen, Zweige und Lotusblumen, Hathorköpfe sowie frontale Darstellungen nackter syrischer Gottheiten.

Hyksos-Skarabäen
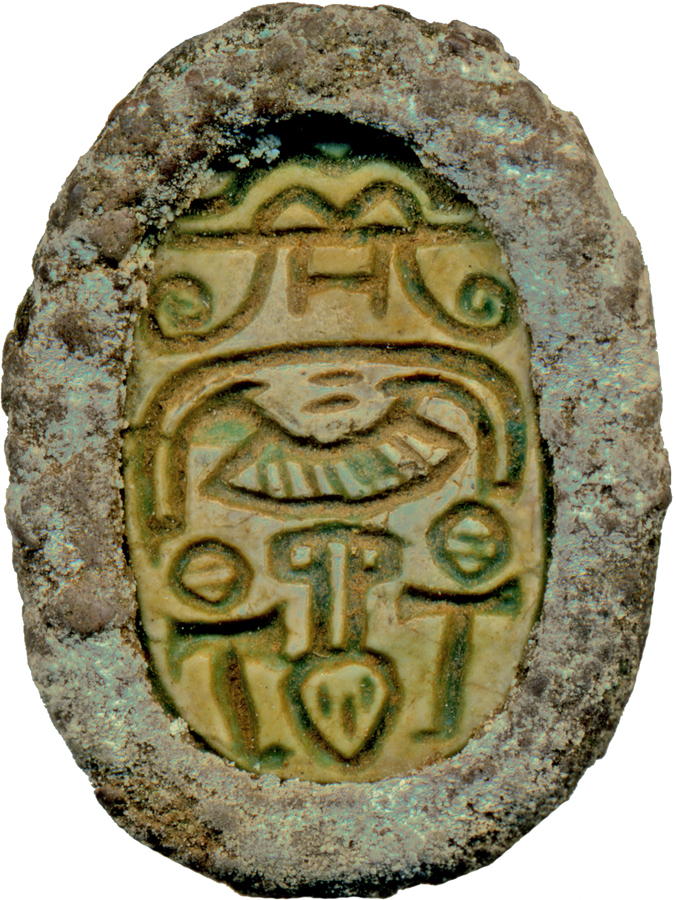
Udjat-Augen
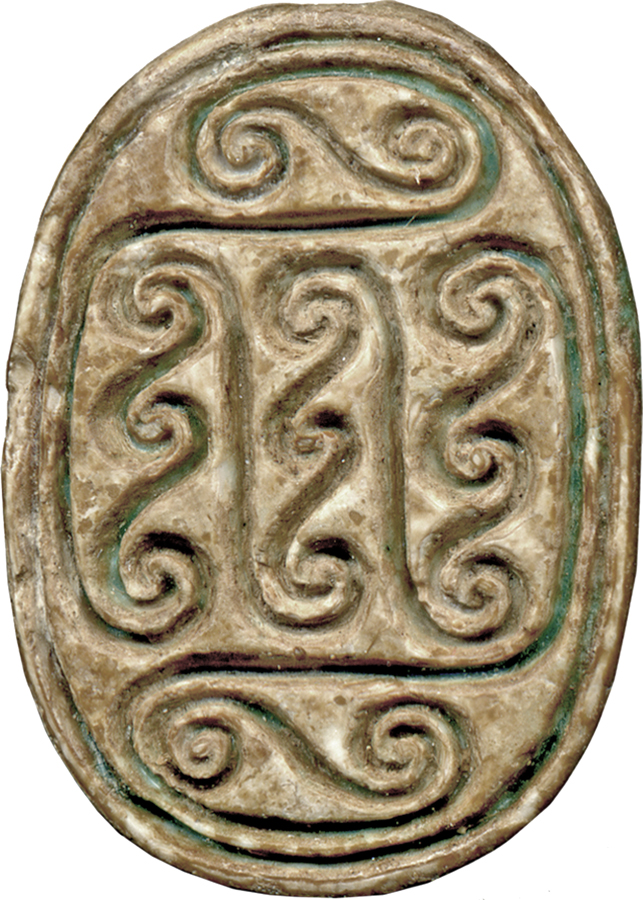
Spiralenmuster
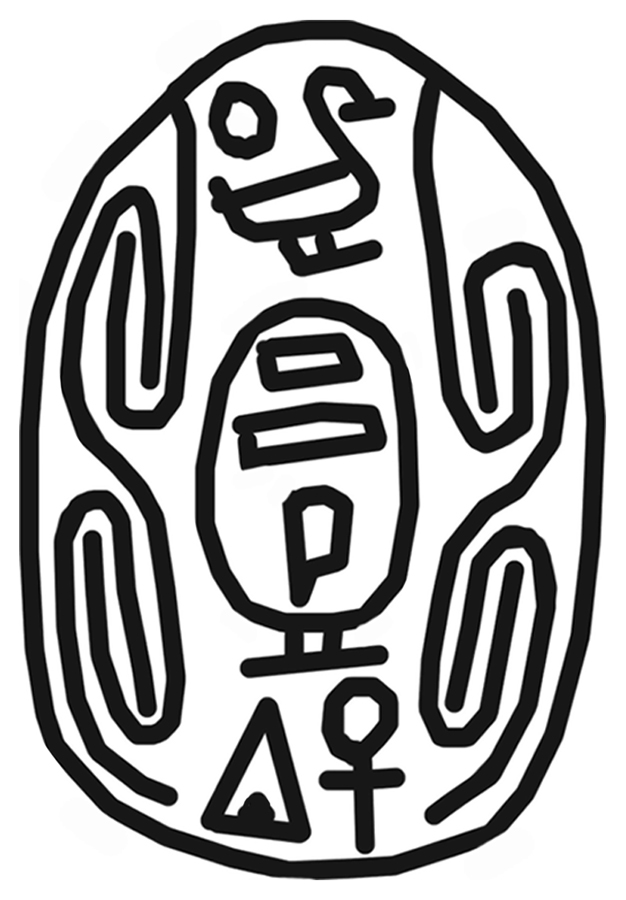
Kartusche des Scheschi
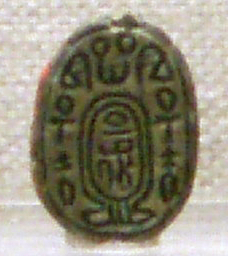
Kartusche des Apophis

### Architektur
Spuren architektonischer Zeugnisse sind vor allem in Auaris anzutreffen. Als typische Bauform im Bereich der sakralen Architektur gilt der Breitraumtempel. Ein in Auaris entdeckter Gedächtnistempel stand vom Baustil her in der Tradition des Mittleren Reiches und wies sowohl asiatische als auch ägyptische Bauelemente auf.
Im Bereich der Siedlungsarchitektur sind zunächst Häuser mit Schneckengrundriss und mit Kriegergräbern in Vorhöfen vorherrschend, später finden sich – noch vor dem Ende der Hyksoszeit – typisch ägyptische Wohnhäuser mit dreigeteiltem Grundriss.

### Technische Errungenschaften
Die Hyksos haben wichtige technische Errungenschaften wie das Pferd und den Streitwagen nach Ägypten gebracht. Sie haben neue Technologien für die Herstellung von Keramik wie die schnell drehende Töpferscheibe eingeführt. Fortschritte in der Metallverarbeitung haben zu neuen Waffen wie Kompositbogen und Sichelschwert geführt, die beispielsweise in Tell el-Daba nachgewiesen werden konnten. Die Pharaonen des Neuen Reiches profitierten nicht zuletzt vom gut ausgebauten Handelsnetz im östlichen Mittelmeerraum der Hyksos.

## Vertreibung aus Ägypten
Die Vertreibung der Hyksos aus Ägypten begann unter König Kamose, einem der letzten Herrscher der 17. Dynastie. Kamose entstammte dem thebanischen Herrschergeschlecht der Ahmosiden und war ein Zeitgenosse des Hyksos-Königs Apophis. Von zwei zeitgenössischen Denkmälern, den sogenannten Kamose-Stelen, ist überliefert, wie Kamose mit seinen Truppen bis zur Hyksos-Hauptstadt Auaris vordrang. Dabei fingen Kamoses Leute eine Nachricht an den mit den Hyksos verbündetem König von Kusch (Kerma-Kultur, Sudan) ab und verhinderten somit, dass Oberägypten während Kamoses Abwesenheit von kuschitischen Truppen besetzt wurde. Die Belagerung von Auaris wurde nicht zu Ende geführt, Kamose zog sich wieder zurück und starb wahrscheinlich noch im selben Jahr. Sein Nachfolger Ahmose war mit etwa fünf Jahren viel zu jung, um den Feldzug seines Vorgängers fortzusetzen.
Als Ahmose volljährig war, führte er den Kampf seines Vaters fort und griff die Hyksos erneut an. Zwischen seinem 15. und 18. Regierungsjahr nahm er Memphis ein und belagerte dann wahrscheinlich für längere Zeit Auaris. Josephus zufolge verzweifelten die Ägypter bei dem Versuch, die Stadt einzunehmen, und verhandelten mit den Hyksos, dass sich diese mit ihrem Volk nach Palästina zurückziehen sollten. In Auaris konnte auch keine archäologische Schicht entdeckt werden, die auf eine Zerstörung etwa durch einen Großbrand hindeutet. Hinweise auf eine Zerstörung gibt es nur im Bereich der Zitadelle, wo vor einigen Jahren ein hochentwickeltes Verteidigungssystem entdeckt werden konnte. Ahmose verfolgte die Hyksos bis nach Südpalästina und zerstörte nach dreijähriger Belagerung die zweitgrößte der Hyksos-Festungen, Scharuhen, sieben Kilometer südlich von Gaza.

## Die Hyksos im Gedächtnis der Alten Ägypter
Rückblickend wurden die Hyksos, da sie eine ausländische Dynastie in Ägypten darstellten, als unbeliebt betrachtet. Eine Inschrift der Königin Hatschepsut in Speos Artemidos bei Beni Hassan sagt, dass die Hyksos „ohne Re“ regierten und dass sie während ihrer Zeit die Schreine verwahrlosen und baufällig werden ließen. In späterer Zeit (Manetho, Josephus) fiel die Erinnerung an ihre Anwesenheit in Ägypten weitaus schlimmer aus.
Eine Erklärung für den schlechten Ruf der Hyksos liefert eine große Anzahl überwiegend privater Statuen aus dem Mittleren Reich, die man in der Levante und auf Kreta fand. Weitere Statuen wurden auch in Kerma, der Hauptstadt des nubischen Kusch-Reichs gefunden. Die Hyksos plünderten ägyptische Tempel und Gräber und zogen Profit aus dem Handel mit den erbeuteten Statuen. Die meisten der usurpierten Königsstatuen wurden nach Auaris gebracht und später nach Pi-Ramesse, der Hauptstadt der 19. Dynastie. In der 21. und 22. Dynastie gelangten die Statuen in die neue Hauptstadt Tanis. Die Übernahme einer Großzahl von Statuen könnte erklären, warum die Hyksos nie eine eigene Hofkunst entwickelt haben.